# Eduardo Kobra

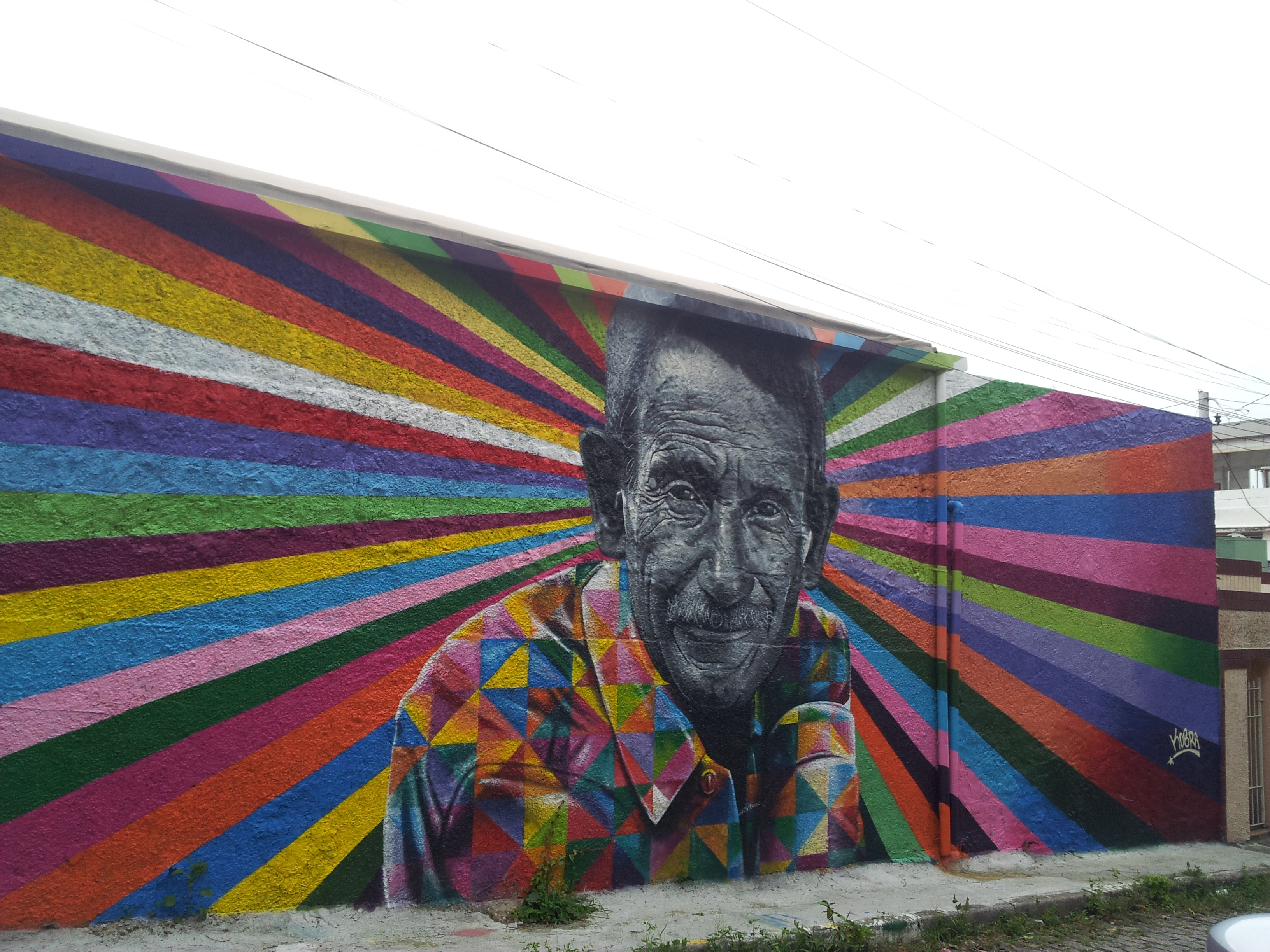
Mural O Condicionado, por Kobra, na cidade de São Paulo

Eduardo Kobra, nome artístico de Carlos Eduardo Fernandes Leo (São Paulo, 27 de agosto de 1975), é um artista brasileiro. 
Nascido na Zona Sul de São Paulo, Kobra tornou-se um dos mais reconhecidos muralistas da atualidade, com obras em cinco continentes.
Desde os Jogos Olímpicos de Verão de 2016 no Rio de Janeiro, Kobra detém o recorde de maior mural grafitado do mundo – primeiro com ‘Etnias’, pintado para celebrar o evento, com 2,5 mil metros quadrados; marca superada por ele mesmo em 2017, com uma obra que retrata um trabalhador simples de uma fazenda de cacau e que ocupa um paredão de 5.742 metros quadrados às margens da rodovia Castelo Branco, na Região Metropolitana de São Paulo.
Uma de suas obras mais famosas é O Beijo, executada em 2012 na High Line, em Nova York, e apagada quatro anos mais tarde.
Em 2022, a convite da Organização das Nações Unidas, ele criou um painel de quase 400 metros quadrados exibido na sede da entidade, nos Estados Unidos. Ao mesmo tempo, o interior do prédio abrigou uma mostra com seus trabalhos.
Em agosto de 2023, preparou um trabalho especialmente para exibição no FAMA Museu, um dos maiores museus privados da América Latina, localizado em Itu, no interior de São Paulo.
Durante as comemorações pelos 100 anos da Semana de Arte Moderna, Kobra integrou espetáculo artístico realizado pelo Teatro Municipal de São Paulo, com uma intervenção realizada ao vivo, simultaneamente à apresentação da Orquestra Sinfônica Municipal de São Paulo.
No segundo semestre de 2022 foi lançado o documentário ‘Kobra – Auto Retrato’, uma obra da cineasta Lina Chamie sobre a vida do artista. O filme foi bem recebido por público e crítica e, depois de uma trajetória nos cinemas, está disponível em diversas plataformas de streaming. Em agosto de 2023, ganhou o Grande Prêmio do Cinema Brasileiro, mais importante reconhecimento da categoria no país.

## Trajetória
Kobra começou a desenhar em muros na clandestinidade, como pichador, ainda durante a adolescência. O gosto pela espontânea arte de rua já era visível no garoto, que colecionava advertências por intervenções não autorizadas na escola e chegou a ser detido três vezes por crime ambiental – justamente por conta do uso irregular de sprays em muros das redondezas.
Nos anos 1990, trabalhou fazendo cartazes, pintando cenários de brinquedos e criando imagens decorativas para eventos no maior parque de diversões do Brasil. Era a primeira vez que ele, filho de um tapeceiro e de uma dona de casa, ganhava dinheiro com suas imagens. O trabalho foi bem-sucedido, tanto que lhe rendeu convites para atuar também em outras empresas e junto a agências de publicidade.
Sua arte urbana começou a ganhar visibilidade na década seguinte. Em 2007, apareceu com destaque na mídia pela primeira vez por causa do projeto Muro das Memórias, em que mergulhou no universo das fotos antigas de São Paulo e passou a reproduzi-las nas ruas em tons de sépia ou em preto e branco, apresentando um estilo de grafite diverso 
Kobra passou a ser um obstinado pesquisador de imagens históricas.  Autodidata, o muralista admite que aprendeu e desenvolveu sua arte ao observar a obra de artistas que admira – do misterioso expoente da street art Banksy, britânico cuja identidade jamais foi revelada, a nomes como o norte-americano Eric Grohe (1944- ), o também norte-americano Keith Haring (1958-1990) e o mexicano Diego Rivera (1886-1957).
Em Greenpincel, Kobra demonstra preocupação com causas ambientais. Esses painéis, compostos por uma imagem e uma frase de protesto, são fortes panfletos em prol de causas ecológicas. Os temas vão desde o combate à pesca predatória até o veto à exploração de animais em eventos como o rodeio. Aquecimento global, poluição da água e do ar edesmatamento também aparecem em seus murais.
Em 2009, Kobra se deparou com pinturas de street art tridimensionais e decidiu que também poderia fazê-las. Realizou testes diversos e, em seguida, colocou sua arte na rua. Primeiro na Avenida Paulista. Depois, em exposições ao redor do mundo, de festivais em Dubai, nos Emirados Árabes Unidos, a eventos nos Estados Unidos.
Já no projeto Olhar a Paz, Kobra retrata personalidades históricas que tenham lutado contra a violência, pela disseminação de uma cultura de paz pelo mundo. É quando a arte do brasileiro endossa – e muitas vezes ecoa – mensagens de fraternidade e não-violência. Ele já estampou em muros o ativista indiano Mahatma Gandhi (1869-1948), a vítima do Holocausto Anne Frank (1929-1945), a ativista paquistanesa Malala Yousafzai (1997- ) e o cientista alemão Albert Einstein (1879-1955), entre outros exemplos.
Em Coexistência, o artista criou uma série de obras dedicadas a demonstrar que a amizade e a fraternidade entre os povos é um sonho possível e necessário para um futuro melhor. Destacando a diversidade, em que cabem todas as crenças e culturas, murais com a temática já foram realizados de São Paulo a Cotonou, no Benin. 
A herança de seu passado no hip-hop é revivida no estilo mais marcante de sua arte: imagens impactantes, muitas vezes baseadas em fotografias de personalidades, como o arquiteto brasileiro Oscar Niemeyer (1907-2012), o artista espanhol Salvador Dalí (1904-1989) e o músico brasileiro Chico Buarque (1944- ), cobertas com cores fortes e contrastantes. Essas cores acabaram se tornando seu principal cartão de visitas ao redor do mundo, o estilo marcante de sua obra. 
Seu primeiro mural fora do Brasil foi em Lyon, na França, em 2011. Na época, havia sido convidado para ilustrar um paredão de um bairro que passava por processo de revitalização. Ali, lançou mão de sua vertente Muros da Memória para ajudar na valorização histórica da região. De lá para cá, já pintou em países como Espanha, Itália, Noruega, Inglaterra, Malaui, Índia, Japão, Emirados Árabes Unidos, além de diversas cidades norte-americanas.

## Projetos
Kobra cada vez mais se envolve em causas sociais e com o desejo de levar arte e cultura ao alcance de todos. Essa é a premissa do Instituto Kobra: usar a arte como um veículo para impulsionar as causas que o artista defende. Em seus momentos iniciais, em 2019, criou a Galeria Circular, projeto que levou arte para comunidades periféricas, aproximando a cultura de crianças e jovens que geralmente têm pouco acesso a ela. Também tem se envolvido em ajudas humanitárias – por exemplo, cedendo obras para campanhas de arrecadação de alimentos.
Em 2020, mobilizou empresários para custear a construção de duas usinas de oxigênio hospitalar para pacientes de covid-19. No Natal de 2021, liderou uma ação para presentear crianças e famílias que vivem em uma área de aterro em São Paulo. 
Em paralelo à produção dos grandes murais também faz pinturas em tela. Produzidas em seu ateliê em Itu, inaugurado no segundo semestre de 2024, as telas retratam obras consagradas, feitas antes ou depois dos murais terem sido executados nas ruas. As telas e serigrafias são enviadas para todo o mundo e já compõem o acervo de grandes galerias e de colecionadores particulares. A galeria que hoje o representa exibe seu trabalho em 12 países.
Com grande frequência, Kobra é procurado por grandes marcas que idealizam projetos em conjunto. 

## Linha do tempo
Anos 1990:

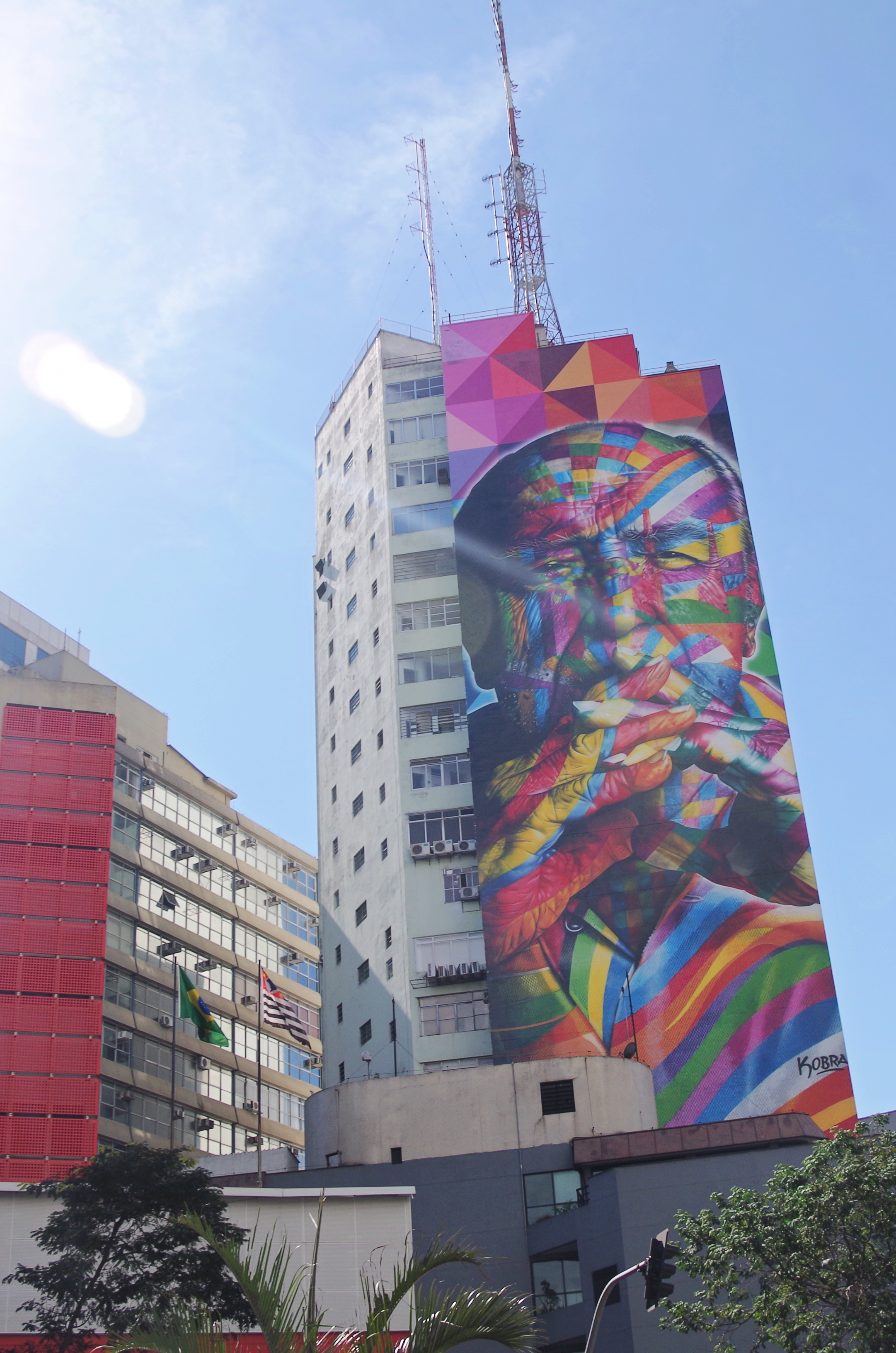
Pintura de Oscar Niemeyer no Edificio Ragi Buainain, em São Paulo

Realiza seus primeiros trabalhos remunerados, fazendo cartazes e pintando cenários de um famoso parque de diversões.
- 2007: Projeto Muro das Memórias, reproduzindo fotos antigas de São Paulo. Esse projeto foi o primeiro a chamar a atenção do grande público e a ter destaque na mídia.
- 2011: Primeiro mural fora do Brasil, em Lyon, na França.
- 2012: Executa sua primeira versão da obra ‘O Beijo’ no High Line, em Nova York.
- 2015: Projeto Realidade Aumentada, pintando murais com temas sociais.
- 2015: Recebe a Medalha Anchieta e o Diploma de Gratidão da Cidade de São Paulo, pela sua relevância cultural.
- 2016: Quebra seu primeiro recorde registrado no Guinness Book, com o maior mural grafitado do mundo, nos Jogos Olímpicos do Rio.
- 2017: Supera seu próprio recorde com uma obra maior ainda: uma ode ao chocolate na Rodovia Castello Branco, no estado de São Paulo.
- 2018: Projeto Cores pela Liberdade, pintando 18 murais em Nova York.
- 2018: Nomeado New Yorker of the Year pela revista Time Out, em razão de seu legado espalhado pela cidade.
- 2019 (22 de julho): É celebrado o Eduardo Kobra Day, dia instituído pela cidade de Buffalo, nos EUA, para comemorar o talento do artista.
- 2019: Projeto Galeria Circular, em que um ônibus adaptado leva arte a grupos marginalizados.
- 2020: Recebe a Medalha Tarsila do Amaral, concedida pelo governador de São Paulo por sua contribuição à arte.
- 2022: Lançamento do documentário ‘Kobra: Autorretrato’, contando os bastidores da vida do artista.
- 2022: Torna-se o primeiro brasileiro a pintar um mural na Disney World.
- 2022: Recebe o Prêmio Líderes Rio de Janeiro, concedido por empresários locais em razão de sua relevância cultural.
- 2023: Oficialização do Instituto Kobra, organização dedicada a levar arte, cultura e assistência a grupos marginalizados.
- 2024: Inauguração de seu novo ateliê, na cidade de Itu.
- 2024: Recebe a Ordine Equestre di Sant'Agata, homenagem da República de San Marino concedida a estrangeiros que tenham contribuído positivamente com a imagem e a história do país.

## Obras de Eduardo Kobra
É bem provável que você já tenha visto algumas das obras do muralista. Afinal, além da sua produção no Brasil, Kobra também expõe sua street art em diversos países ao redor do mundo.
Agora que você já conhece um pouco mais da trajetória de Eduardo Kobra, confira, a seguir, algumas de suas obras internacionais.  

### Monte Rushmore – Chelsea, Nova York, Estados Unidos
O Monte Rushmore, em Keystone, no estado norte-americano de Dacota do Sul, é uma obra do artista Gutzon Borglum (1867–1941) e retrata a imagem de quatro presidentes dos Estados Unidos: George Washington (1732–1799), Thomas Jefferson (1743–1826), Theodore Roosevelt (1858–1919) e Abraham Lincoln (1809–1865).
Eduardo Kobra fez uma releitura do monte rochoso esculpido por meio das cores e dos seus traços inconfundíveis, em um painel de 150 metros, na cidade de Nova York.
Em sua versão, Kobra retrata, em grandes proporções, quatro personagens do mundo das artes: Andy Warhol (1928–1987), Frida Kahlo (1907–1954), Keith Haring (1958–1990) e Jean-Michel Basquiat (1960–1988).
“Aludir ao Monte Rushmore é lembrar dos valores desses quatro presidentes americanos, tão profundamente ligados a ideais de liberdade, democracia, igualdade e paz… Ao colocar em seus lugares quatro artistas pelos quais tenho grande admiração, empresto suas memórias, lembrando das obras de arte que eles fizeram e que tanto colocaram o mundo para refletir.”, afirma o artista, em seu site oficial.

### Let me be myself – Amsterdã, Holanda
Ainda quando estava produzindo o projeto Olhares da Paz, Kobra já tinha em mente retratar Anne Frank, adolescente judia vítima do Holocausto, que logo se tornou um símbolo universal de resistência e força.
Então, ao ser convidado para produzir um mural em Amsterdã, cidade natal e onde ficava o anexo secreto de Anne Frank, o artista escolheu o tema.
Entretanto, surpreendentemente, as autoridades locais, como a prefeitura de Amsterdã, o Comitê de Organização do bairro NDSM-Werf, a Casa de Anne Frank e, inclusive, o Street Art Museum holandês (responsável pelo convite a Kobra), sugeriram substituir a ideia e retratar o filósofo holandês Spinoza, pois temiam que fossem feitas manifestações contrárias de grupos religiosos.
Mesmo assim, o painel em homenagem à menina foi realizado e suas cores e seus 240 m² são responsáveis por emocionar a todos(as) que observam a obra.

### Stop Wars – Wynwood, Miami, Flórida, Estados Unidos
Situado no distrito de Wynwood, o muro de um quarteirão inteiro, compondo 80 metros de composição, entre os painéis Dê uma chance à paz, com o retrato de John Lennon e Yoko Ono; a série Artistas, com Salvador Dalí, Jean-Michel Basquiat, Frida Kahlo e Andy Warhol; e o grafite O anjo caído, encontra-se o painel Stop Wars.
Feito em 2015 e protagonizado por mestre Yoda, uma das personagens mais queridas da saga de filmes Star Wars, o painel apresenta uma troca de palavras interessante. A mensagem “parem as guerras” é o pedido que o mestre Jedi faz a todos que observam a obra.

### Davi, em Carrara, na Itália
Com 12 metros de altura e 20 de largura, a obra Davi está situada no alto de uma montanha em Carrara, na Itália, a mil metros de altitude.
Kobra e sua equipe enfrentaram altas temperaturas, estradas estreitas e, até mesmo, a falta de banheiros para conseguir criar esta pintura.
Prestando uma homenagem, a pintura de Davi foi feita diretamente no mármore da pedreira, no local que é conhecido como o predileto de Michelangelo e outros artistas, os quais buscavam ali o mármore utilizado em suas obras.

### Cristo – Tóquio, Japão
Uma das composições mais trabalhosas de sua carreira, a obra Cristo foi feita em um horário um pouco diferente do que Kobra e sua equipe estavam habituados, pois a permissão para pintar foi concedida somente nas madrugadas, mais precisamente da meia-noite às cinco da manhã.
Situada em Tóquio, no Japão, a obra consiste em uma representação de alguns dos símbolos da Cidade Maravilhosa. A ideia surgiu ainda um pouco antes dos Jogos Olímpicos no Rio, em 2016, quando Kobra decidiu retratar o Rio de Janeiro em Tóquio, sede das Olimpíadas de 2021.

### Luiz Gonzaga – Recife, Pernambuco

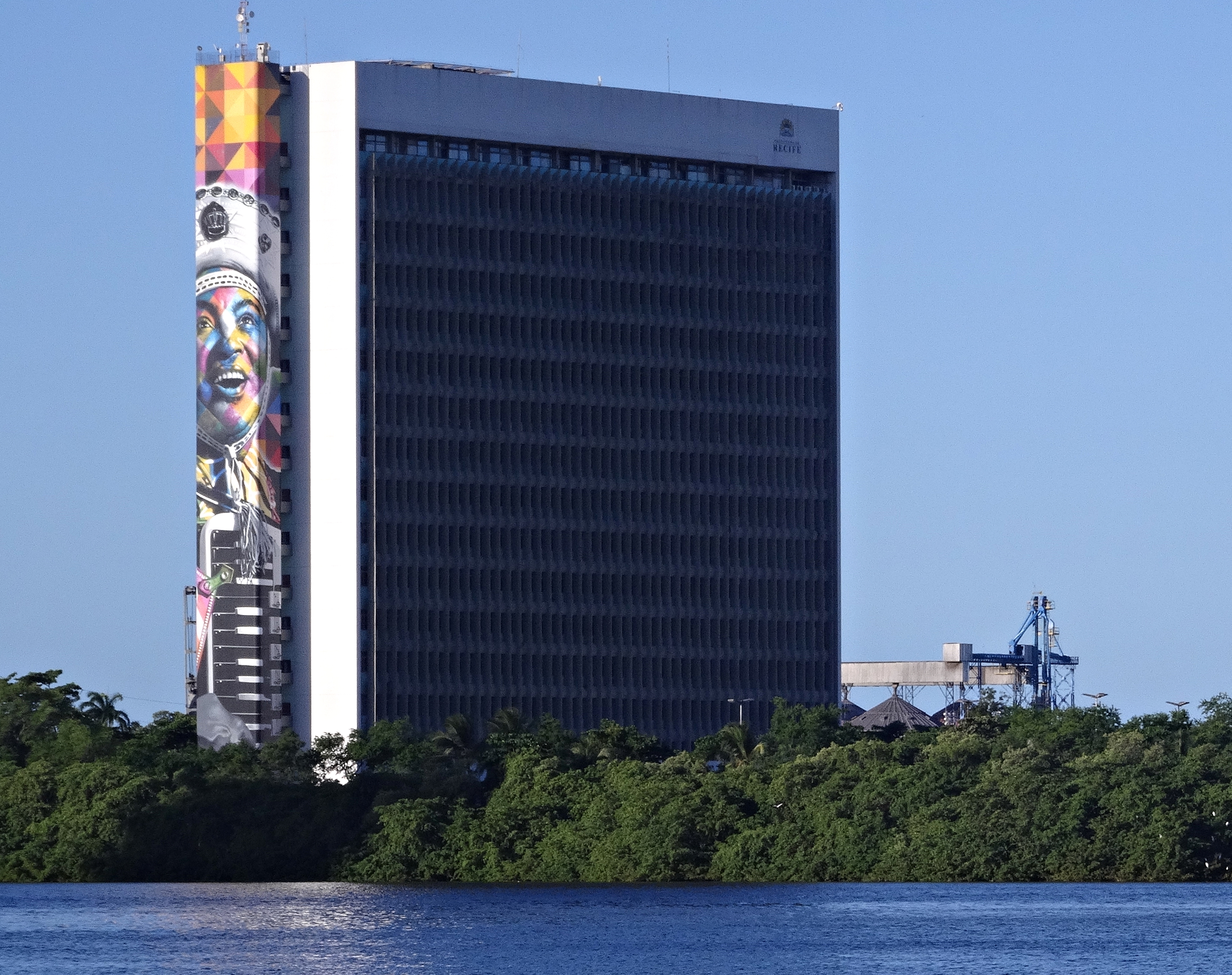
Obra do artista no Palácio Capibaribe Antônio Farias.

Em 2015, o painel de Luiz Gonzaga, na lateral do prédio da Prefeitura do Recife, é o maior em dimensão da carreira, segundo Kobra,
| “ | este é o maior painel pintado em um prédio da América Latina. | ” |

O painel que tem 77 metros de altura por 16 metros de largura.